# الإعمار الهاشمي للمقدسات الإسلامية في مدينة القدس

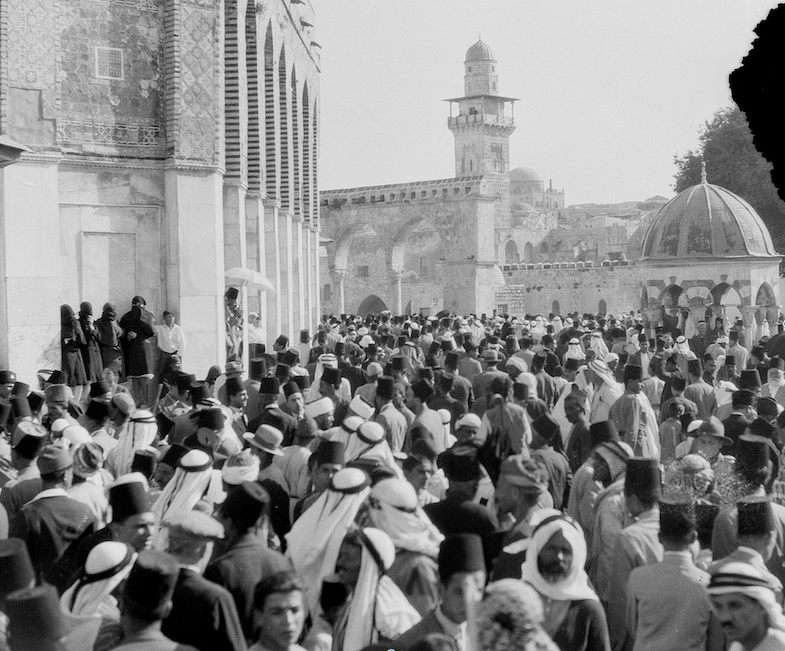
جنازة الحسين بن علي شريف مكة في القدس يوم 4 يونيو 1931.

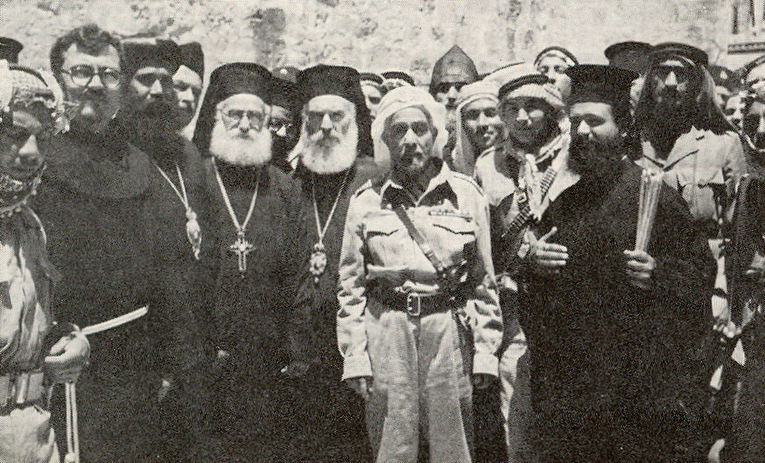
ترحيب المسيحيين الفلسطينيين بالملك عبد الله الأول في القدس في 29 مايو 1948، بعد يوم من سيطرة قواته عليها.

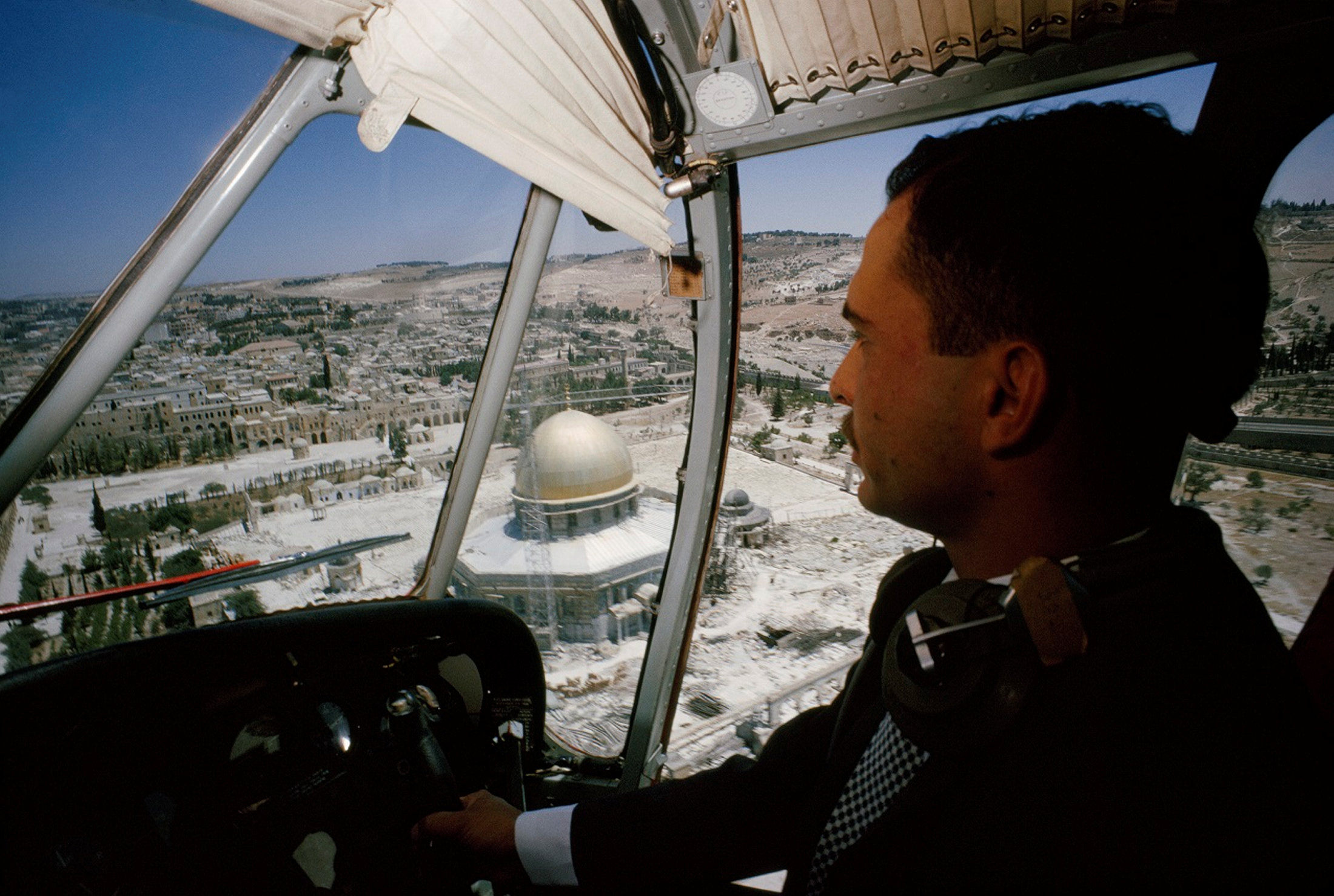
الملك الحسين يطير فوق قبة الصخرة في القدس عندما كانت الضفة الغربية لا تزال تحت الإدارة الأردنية عام 1965.

قام الهاشميون بترميم وإعادة إعمار الأماكن المقدسة في مدينة القدس ثلاث مرات في القرن العشرين.

## الإعمار الهاشمي الأول
وهو الإعمار الذي تم سنة 1924 م على يد الحسين بن علي شريف مكة وابنه مؤسس الأردن عبد الله بن الحسين. فقد تبرع الشريف حسين بمبلغ 24 ألف ليرة ذهبية لتصرف على إعمار المقدسات الطاهرة، حيث تم تسليم المبلغ إلى رئيس لجنة إعمار المسجد الاقصى المبارك الشريف الحاج أمين الحسيني تحت إشراف الأمير عبد الله بن الحسين، وقد اشتمل هذا الإعمار على:
- تجديد عمارة قبة الصخرة المشرفة.
- تجديد عمارة المسجد القبلي.

## الإعمار الهاشمي الثاني
بعد تولي الملك الحسين بن طلال سلطاته الدستورية عام 1953 م خص القدس والمقدسات الدينية عناية واهتمام كبيرين، فقد أمر عام 1954 بتشكيل لجنة لإعمار المقدسات الإسلامية في القدس الشريف تحت الرعاية الهاشمية.
اشتمل هذا الإعمار على الأعمال الآتية:
اعمار المسجد الأقصى المبارك
- ترميم جدران المسجد الخارجية. يرجى التفريق بين الجامع القبلي (المسجد الذي لون قبته أخضر، بحيث أنّه جزء من المسجد الأقصى) والمسجد الأقصى.
- تركيب أعمدة رخامية لأربعة أروقة.
- تركيب نوافذ من الزجاج الملون.
- ترميم السقف والجدران الداخلية والخارجية.

إعمار قبة الصخرة المشرفة
- تركيب قبة خارجية من الألمنيوم ذهبي اللون.
- تركيب رخام للجدران الداخلية والخارجية، وإعادة ترميم الفسيفساء فيها.
- ترميم البلاط القيشاني الخارجي وزخرفتها بآيات قرآنية من سورة «يــس» وسورة «الإسراء».

أقيم احتفال بعد إتمام الإعمار بتاريخ 6 يوليو 1964 م في الحرم القدسي الشريف برعاية الملك الحسين بن طلال

## الإعمار الهاشمي الثالث
جاء هذا الإعمار بعد أن تعرض المسجد الأقصى للحريق المتعمد عام 1969 واستمر إلى عام 1994، وذلك بأمر من الملك الحسين بن طلال، إذ تم تشكيل لجنة من العلماء والمهندسين والفنانين المختصين لإعادة إعمار المسجد الاقصى المبارك وقبة الصخرة المشرفة داخله، والمباني الدينية الأخرى في المسجد الاقصى المبارك. وقد تبرع الملك الحسين بن طلال، بتكاليف الإعمار بمبلغ 8.25 مليون دينار أردني.

## المعالم التي شملها الإعمار الهاشمي الثالث
إعمار المسجد الأقصى المبارك
- إزالة آثار الحريق الذي دمر حوالي ثلث المسجد.
- إعادة صنع منبر صلاح الدين المسجد الأقصى لتأتي صناعته أقرب مايكون للمنبر المحترق.
- ترميم القبة الخشبية الداخلية والرخام والأسقف والأقواس والأعمدة والزخارف.
- إعادة تركيب القبة الخارجية باستبدال ألواح الألمنيوم بأخرى من الرصاص، وأعيد تركيب سورة الإسراء بالفسيفساء المذهبة.
- تركيب جهاز للإنذار وإطفاء الحريق.

إعمار قبة الصخرة المشرفة
- كان أعظم ترميم لقبة الصخرة في هذا الإعمار إذ استبدلت القبة الخارجية بقبة جديدة من صفائح النحاس المخلوط بالزنك، ومع معالجته بطبقه من الكروم وأخرى من الذهب عيار 24.
- تحسين نظام مزاريب الأمطار.
- صيانة الزخرفة الداخلية في القبة الخشبية والجدران والأسقف.
- تركيب جهاز للإنذار وإطفاء الحريق.

إعمار وترميمات أخرى في ساحة الحرم القدسي الشريف
- ترميم قبة السلسلة.
- ترميم المتحف الإسلامي.
- ترميم باب الرحمة.
- ترميم جامع المدرسة الأرغونية.
- ترميم سوق القطانين.

منبر صلاح الدين الأيوبي
على مدى قرون، حمل الهاشميون أمانةً خاصة، هي أمانة حفظ ورعاية المواقع الإسلامية المقدسة في مدينة القدس. وعندما تسلّم الملك عبد الله الثاني ابن الحسين مسؤولياته الدستورية بعد وفاة والده، الملك الحسين بن طلال حمل معها ذلك التحدّي الذي حيّر العلماء والباحثين على مدى ما يزيد على ثلاثين عاماً: وهو كيف يمكن إعادة بناء منبر صلاح الدين، ليأخذ مكانه ثانية في المسجد الأقصى المبارك في القدس.
والمنبر، وهو درج مزخرف يصعد عليه الإمام ليلقي منه خطبته، كان واحداً من أعظم الأعمال الفنية للإمبراطورية الإسلامية في أوج مجدها. وفي القرن الثاني عشر للميلاد، كانت القدس مازالت تحت الاحتلال الصليبي. إلا أن نور الدين زنكي، صاحب حلب المسلم، استدعى أمهر الحرفيين في الدولة لبناء منبر رائع أخّاذ للمسجد الأقصى المبارك. وكان هذا المنبر رمزاً لعظمة الحضارة الإسلامية، وإخلاصها لله، وتطلعها إلى استعادة السيادة على المدينة التي تأتي في المرتبة الثالثة بين الأماكن المقدّسة لدى المسلمين.
وفي عام 1187م عندما أعاد الناصر صلاح الدين فتح بيت المقدس مبتدئاً عهد الدولة الأيوبية، أحضر منبر نور الدين زنكي من حلب ووضعه في المسجد الأقصى المبارك. وقد ظلّ قائماً هناك حوالي 800 عام.
وفي عام 1969، ألقى أحد المتطرفين الصهاينة قنبلة حارقة داخل المسجد الأقصى المبارك، فاشتعلت فيه النار وكادت أن تدمّر المبنى، وكان من نتائج الحريق أن تحوّل واحد من أعظم كنوز العالم الإسلامي إلى رماد.
وبعد هذا التفجير، تعهّد الملك الحسين، بإعادة بناء المنبر.
فما تبقى من المنبر الأصلي قليل جداً، ولم يكن هناك رسوم وسجلات مفصلة للمنبر تبيّن عملية بناءه، وأبعاده، والمواد المستعملة فيه أو هيكله الداخلي. وما عُثِر عليه هو قطع خشبية متفحمة، ولوحات فنية قديمة، وصور فوتوغرافية بالأبيض والأسود، غدت الأدلة الوحيدة المتوافرة للجنة التي شُكّلت للإشراف على هذا العمل الجليل. وبدا أيضاً وكأن المعرفة بتصميم وبناء أجزاء المنبر الدقيقة قد فقدت، وأنها أصبحت ذكرى من الماضي السحيق.
إن إعادة بناء المنبر ستكون أكثر من مجرّد اختبار للمهارات – فهي ستصبح جُهْداً رئيسياً عظيماً لحماية التراث الفكري للعالم الإسلامي، هذا التراث المميز الذي بدأت معالمه تختفي بسرعة.
وعندما اعتلى الملك عبد الله الثاني بن الحسين عرش الأردن، قام مع مستشاره للشؤون الدينية الأمير غازي بن محمد، بمعاودة جهودهما لإيجاد من يستطيع إعادة رسم لوحات تبيّن ما أمكن معرفته من تصاميم المنبر.
وقد وجدا ضالتهما في المهندس منور المهيد، وهو شاب ينتمي إلى قبيلة بدوية في المملكة العربية السعودية، ويحمل شهادات جامعية في الهندسة والعمارة. ومع أنه لم يحظ بتدريب رسمي في الأمور الفنية، إلا أن الهندسة الإسلامية شكلّت لديه اهتماماً خاصاً، وغدت جزءًا من سعي منور المهيد لفهم تاريخ الإسلام. ومن خلال استعمال المبادئ الهندسية القديمة التي تعلّمها من الكتب، تمكن منور المهيد من حلّ مشكلة إعادة رسم الأشكال والأنماط المعقدة ذات الرقاقات التي تكسو واجهة المنبر، بدقة شديدة. واستناداً إلى هذه الرسوم المبدئية، عيّن منور المهيد لقيادة عملية إعادة بناء المنبر.
وتبع ذلك أشهر من الدراسة، جال منور المهيد خلالها في العالم الإسلامي، باحثاً عن المنابر القديمة الأخرى، التي يمكن أن يتعلم منها الكيفية التي تمكّن الحرفيون المسلمون العظام بواسطتها من بناء أعمالهم. وتبيّن له أن أقدم المنابر بنيت على شعرية مكوّنة من قطع خشبية متماسكة بإحكام، يربط ما بينها مفاصل حفرت بدقة لها تجاويف وألسنة – وليس فيها مسمار واحد ولا نقطة صمغ أو غراء واحدة. وعندما أنجز منور المهيد عمله، كان قد أَتمَّ ما يقارب 1400 لوحة رسم معماري للمنبر، تبيّن بالتفصيل الأبعاد الفعلية لأكثر من 60000 قطعة خشبية.
أُسّس مشغل في مدينة السلط جُمع فيه حشد من أفضل حفّاري الخشب من سائر أرجاء العالم الإسلامي، لإتمام المنبر الجديد، بحيث يكون نسخة طبق الأصل عن المنبر الذي دمره الحريق. وحتى بوجود فريق يضم دزينة من الحرفيين الماهرين، فإن بناء المنبر استغرق حوالي أربع سنوات كاملة. ولكنه ما أَنْ أُنجز بصورة نهائية ونًقل إلى القدس في 2 شباط/فبراير 2007م، حتى استقر في مكان المنبر الأصلي بصورة رائعة دون زيادة أو نقصان.
واليوم، غدا المشغل في السلط هو المشغل الرئيسي لكلية جديدة هي كلية الفنون والعمارة الإسلامية التي يرأسها منور المهيد، والذي كان للتصماميم التي وضعها للمنبر الفضل في منحه شهادة الدكتوراه من أعظم أكاديمية للفن التقليدي في العالم، وهي كلية برنس (الأمير) للفنون التقليدية في لندن.
إن مهمة تفهّم فنون الحضارة الإسلامية، والحفاظ عليها، التي لقي العديد منها الإهمال على مدى سنوات عديدة، تظلّ مهمة كبيرة. وقد قام الهاشميون بدور مرموق في الحفاظ على الثقافة والعمارة الإسلامية في القدس، حيث كانوا على الدوام الأمناء على الأماكن الإسلامية المقدسة فيها، يرعون هذه الأماكن ويحافظون عليها. إن إعادة بناء منبر صلاح الدين ليس إلاّ أحد الأعمال الهامة العديدة التي قام بها الملوك الأردنيون للحفاظ على الأماكن المقدسة وصيانتها على مدى العقود الأخيرة، وقد وضع هذا الأردن في مركز الصدارة في مجال البحث العلمي الإسلامي والحفاظ على المعالم الثقافية في أيامنا هذه.
أطلق الملك عبد الله الثاني ابن الحسين، رسميا الجهد الأردني لإعادة بناء منبر صلاح الدين الأيوبي، بدلا من المنبر الذي أحرقه أسترالي يهودي عام 1969 م. وأزاح اللوحة الرئيسية عن منبر صلاح الدين الأيوبي إلى مكانها عام 2007 م في جامعة البلقاء التطبيقية، وانتهى العمل به وتم تركيب المنبر في المسجد الأقصى المبارك.